# Los Testigos
Los Testigos, también conocida como la cordillera de Aparamán, es una cadena montañosa en Bolívar, Venezuela. Consta de cuatro tepuyes más bien pequeños, que forman un puente entre el gigantesco Auyán-tepui al oeste y el Ptari-tepui al este. Los cuatro picos principales de Los Testigos son (de oeste a este) Aparamán-tepui (2.100 m), Murisipán-tepui (2.350 m), Tereke-yurén-tepui (1.900 m), y Kamarkawarai-tepui (2.400 m), compartiendo estos tres últimos una zona de ladera común. Sin embargo, sigue habiendo cierta confusión en la bibliografía sobre los nombres de estos picos.
La cadena de Los Testigos tiene una superficie total de cumbres de unos 12 km² y una superficie de ladera estimada en 116 km² (la superficie de ladera colectiva de los tres tepuyes orientales es de unos 88 km², y el aislado tepuy Aparamán aporta otros 28 km²). La cadena está situada en su totalidad dentro de los límites del parque nacional de Canaima. En línea con y al oeste de la cadena de Los Testigos se encuentra el macizo de Los Hermanos, que consta de dos picos de montaña: Amaruay-tepui y Padapué-tepui. Ambos macizos se encuentran al noreste de la misión católica en Kamarata.

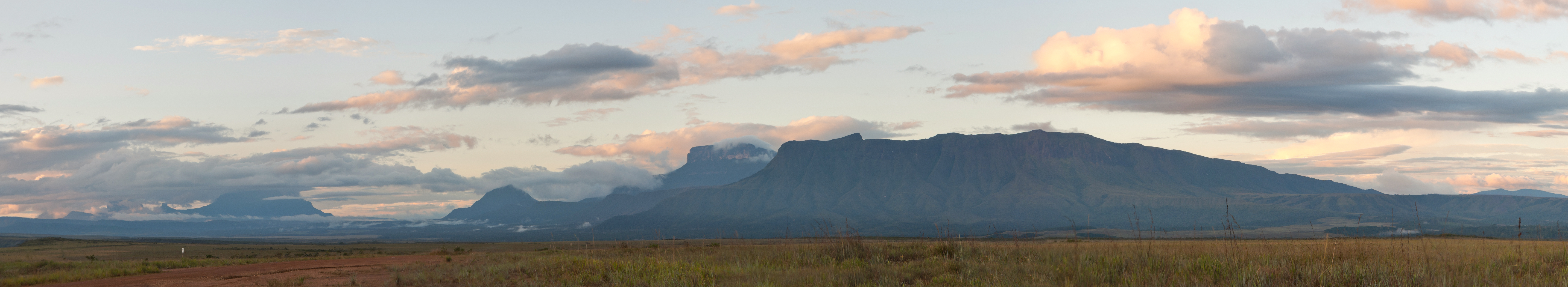
Vista panorámica desde Kavanayén en la Gran Sabana, mirando hacia el norte. La gran cresta boscosa que ocupa gran parte del encuadre es el Sororopán-tepui, con el Ptari-tepui visible justo detrás. A la izquierda está el Moná-tepui y luego, a lo lejos, la cadena de Los Testigos, que comienza con el Kamarkawarai-tepui.

## Otras lecturas
- Jaffe, K., J. Lattke & R. Perez-Hernández (January–June 1993). Ants on the tepuies of the Guiana Shield: a zoogeographic study. Ecotropicos 6(1): 21–28.

- Datos: Q6683291